# 三澤彩奈
三澤 彩奈（みさわ あやな、1980年 - ）は、日本のワイン醸造家。2014年に日本で初めてのデキャンター・ワールド・ワイン・アワードの金賞特別賞を受賞し、快挙と報じられた。中央葡萄酒取締役グレイスワイン栽培醸造責任者。執筆およびワインコンテスト審査員なども務める。

## 概要
日本ワイン発祥の地と呼ばれる勝沼で、4代つづくワイン醸造所オーナーの長女として生まれた。後に日本生物工学会誌によせた寄稿文には「私は、幼い頃から，甲州という品種に人生を賭ける祖父と父，二人の男性の姿を見て育ちました．」「甲州はワイン専用品種として，シャルドネや，メルロのような国際品種に比べ，二流だと言われていました．その向かい風の中，信念を貫く祖父と父の生き様が，私の幼少期には焼き付けられて」と記載している。また、後にTBS番組「ジョブチューンR」にては、テレビで話せない裏話を求められ、祖父の代には甲州種の葡萄は、「バカにされてきた葡萄」「祖父の時代とかは、けっこう買ってもらえずに捨ててきた」と話している。
山梨英和中学校・高等学校を経て、立教大学文学部を卒業。「女が蔵に入るもんじゃないという雰囲気」を振り切って単身渡仏すると、ボルドー大学ワイン醸造学部ににて取得できるDUAD（ワインテイスティング適正資格）取得後、さらにブルゴーニュの専門学校にも通い、2006年フランス栽培醸造上級技術者資格を取得した。ブルゴーニュでは、条件が悪い畑でも言い訳せずに良質なワイン造りをするワイナリーを見て感銘を受け、その後、日本に似て条件が悪いながらも良いワインを作る南アフリカのステレンボッシュ大学大学院に留学。この大学ではコブス・ハンター教授の「伝統国も，新興国も，アプローチが違うだけで，ゴールは同じである」に心を動かされ、甲州ワインを育てる決意をして帰国した。これらは「甲州はこのままではいずれ淘汰されてしまうかもしれない」という危機感と「日本の誇る甲州ブドウを世界へ広げたい」との思いからの行動だったと雑誌取材に答えている。また、留学中の毎日を「目からうろこの毎日」と語っており「ワインの品質の80％はブドウで決まります。日本では大半のワイナリーが農家から買ったブドウでワインを造っていましたが、フランスでは自社でブドウの栽培から行うのが当たり前」と説明している。
帰国後、実家の中央葡萄酒株式会社に入社。入社時には「地獄へようこそ」と父である社長に言われたという。最盛期は帰る暇もなく蔵に寝泊まりし、睡眠時間は2〜3時間、「まさか、と思ったけど本当に地獄のような毎日」と答えている。ワイン作りは半年間が忙しく、特に9月〜11月が最盛期で、残りの半年間は閑散期に入るため、それを利用し季節が反転する南半球で腕をあげるために「武者修行」を行った。最も印象に残ったチリでは1週間に3,000トンを仕込んだこともあり、また、チリワインのコストパフォーマンスを支える厳しい雇用環境の従業員を見たという。また、オーストラリアハンターバレーの「Brokenwood」ワイナリーで2009年の実地のスタートラインを切ったといい、この際は「スシ」や「サムライ」と呼ばれていた。醸造家は体力勝負のために、ジョギングで体力作りをして、香水などワイン造りに少しでも悪影響があるものを排除している。
また、ワイン醸造家として修行を行う傍ら「手掛けた商品は最後まで見届けたい」と輸出先に訪問したが、「日本のワインはいらない」と言われ、あるいはアポを無視されるなど「何度も心が折れそうに」なったと述べている。何度も心折れ辞めようと思う中、2013年にはやっと納得できるワインを作ることができた。これを「キュヴェ三澤 明野甲州2013」として出荷し、また国際コンクールに出品する。2014年に「キュヴェ三澤 明野甲州2013」がデキャンター・ワールド・ワイン・アワード (DWWA) で金賞を受賞した。これは「最も金賞を取ることが難しい世界的アワード」とも報じられた。1万5007銘柄のワイン銘柄からの選出であり、その内金賞は424（金賞のみ298）銘柄だった、また、金賞受賞から選ばれる特別賞「リージョナルトロフィー (regional trophy)」も受賞し、この総受賞者数は1万5007銘柄中の126銘柄だった。二級品あるいは、ワイン造りに向かないとされた甲州種葡萄による日本初の受賞はワイン界に衝撃をもたらし、産経新聞は「日本初の快挙」と報じ、東洋経済は「世界が驚嘆した」と報じた。
以降、2015年、2016年と3年連続で金賞を受賞している。また、DWWA2016には「Grace Extra Brut 2011」「Grace Koshu Private Reserve 2015（グレイス甲州）」でアジア初のプラチナ賞・ベストアジア賞を受賞。
2019年「Grace Extra Brut 2014」が、ブルームバーグにてシャトーラフィットロートシルトやモンラッシェとともに、世界のトップ10ワインに選ばれた。
ワインは作り手の性格や意思の全てを反映することに気付き、「ワインは自分を写す鏡」としている。メーカーズディナーなどの企画も行い、甲州ワインの伝道師になりたいと発言している。将来について「おばあちゃんになってもブドウ畑を駆け回っていたい」と語る。自由民主党副総裁（第9代）金丸信は祖母の義理の兄弟。
2020年、プラチナギルドイナンターナショナルよりプラチナメダルを授与される。

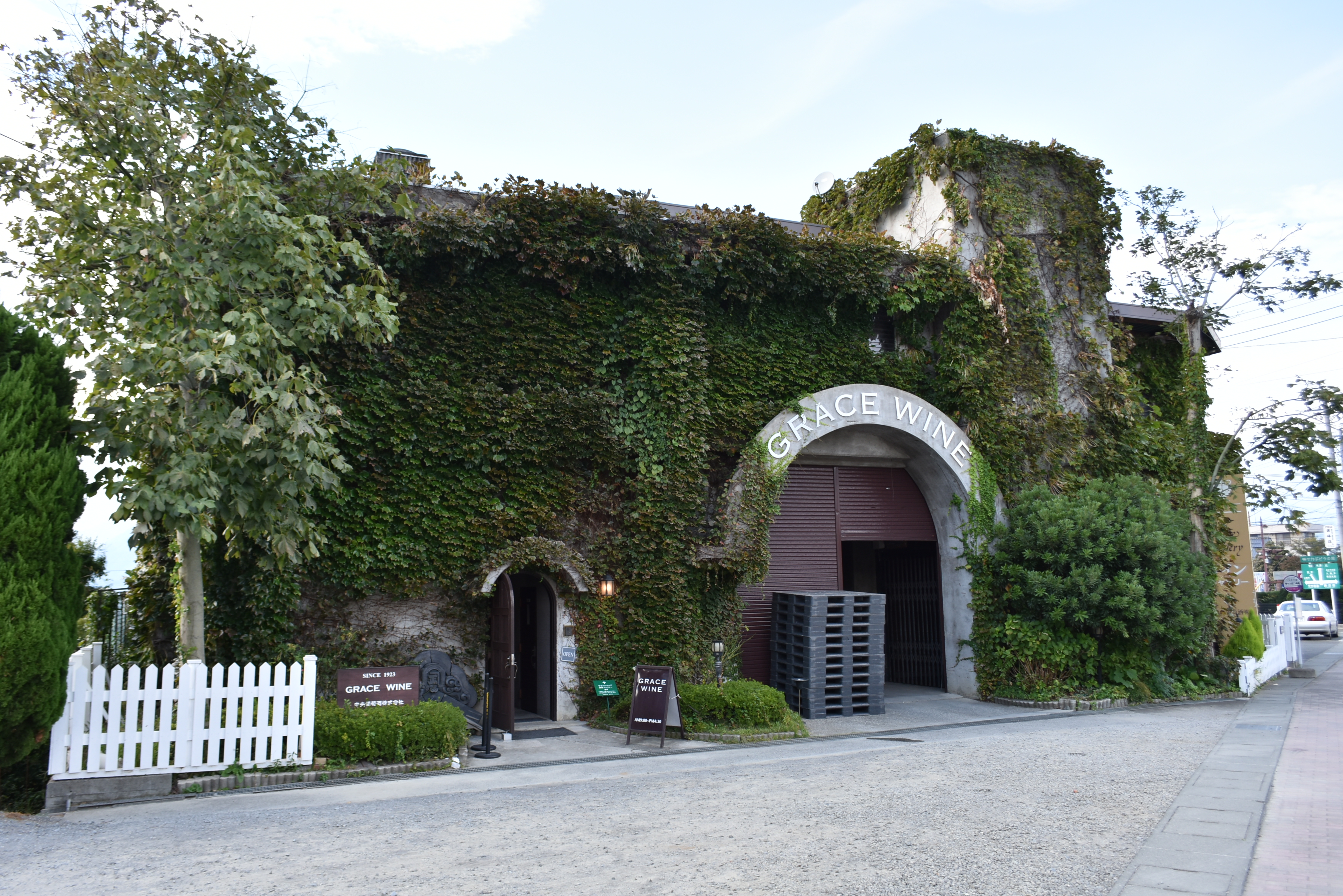
中央葡萄酒（2018年10月10日撮影）
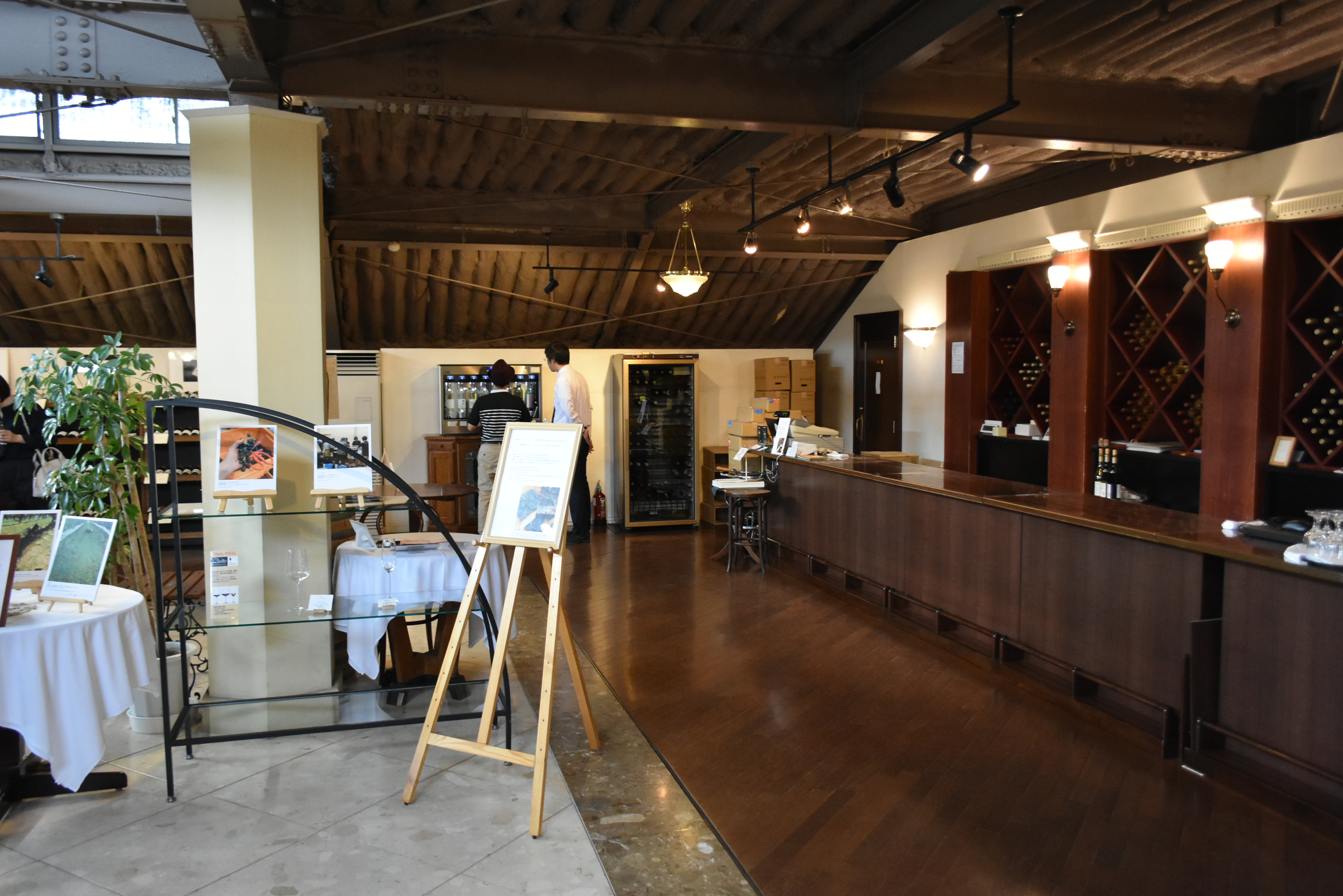
同左（2018年10月10日撮影）
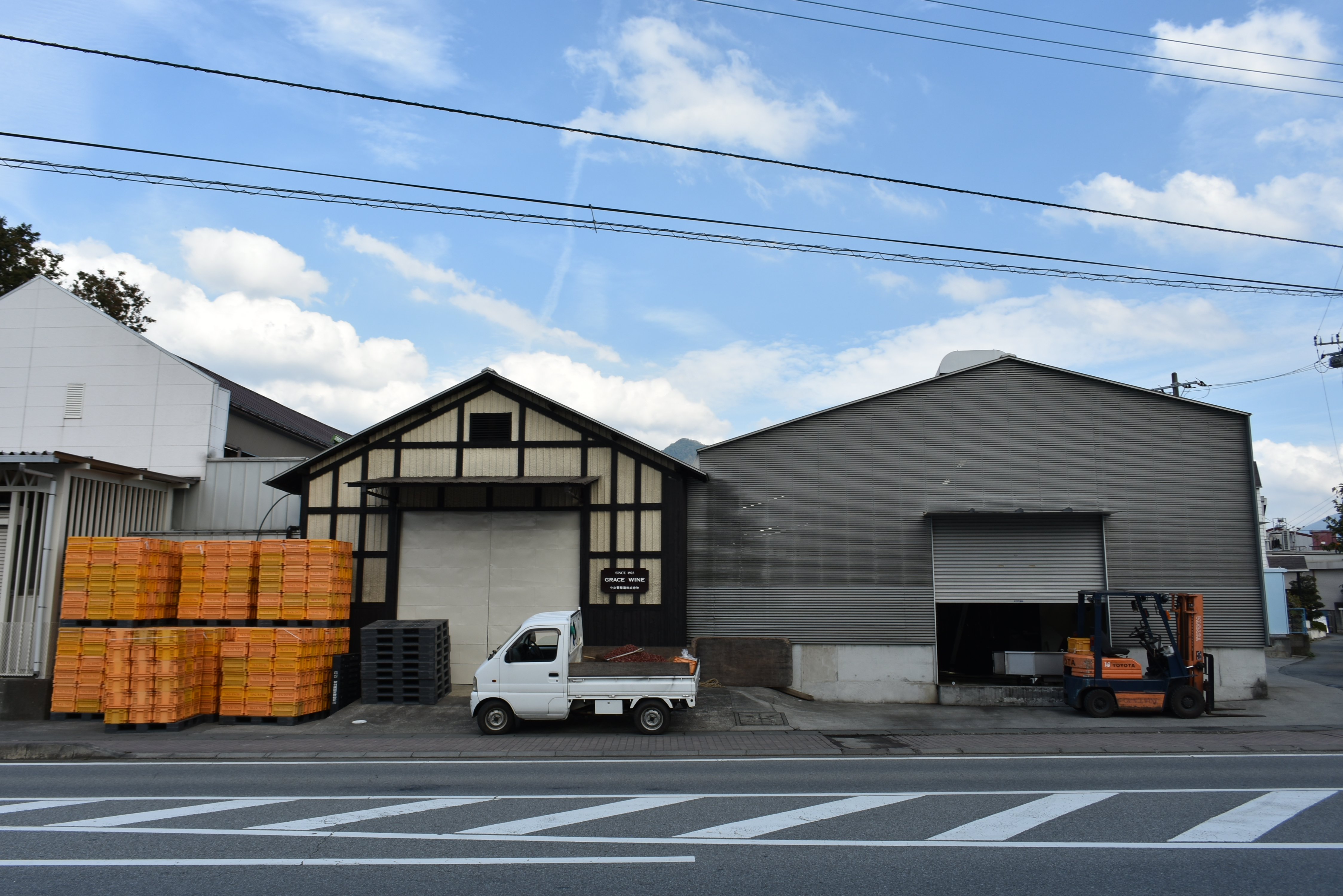
同左（2018年10月10日撮影）

## 著作

### 執筆
- 朝日新聞・山梨版　コラム「ボルドー留学記」2005年9月〜(不定期連載)[24]
- 在日イギリス大使館　2013年3月 Wines Made in Japan?　Introducing Koshu, a distinctive and delicate white wine from Japan[25]
- 隔月刊ワイン王国 連載[26]　グレイスワイン「やっぱり甲州が好き」 2013年3月号〜2014年1月号[27]
- 文藝春秋 2014年11月号 「心に響くワインを造りたい」[28]
- 読売新聞・山梨版　連載「ワイン歳時記」2019年～

### 書籍
- 比較文化の響宴 英光社 2011 丸橋良雄 編 複数共著（誤植により三澤綾奈名義[29]）[30]
- 日本のワインで奇跡を起こす　山梨のブドウ「甲州」が世界の頂点をつかむまで　ダイヤモンド社 2018 共著

### 論文
- 日本ブドウ・ワイン学会 垣根仕立栽培による‘甲州’ブドウおよびワインの品質特性[31]

### 学術発表
- 根仕立栽培による‘甲州’ブドウおよびワインの品質特性（第2 報）－2013 年ヴィンテージの結果報告－ [32]

## 受賞
- ジャパンワインチャレンジ マダム・ボランジェアワード（マダム・ボランジェ基金） 2010年 最優秀日本人審査員賞[33]
- 日本ブドウ・ワイン学会 技術賞 2015年11月
- Decanter World Wine-Awards 2014 :dwwa 2014 Regional Trophy Far East & Asia[34]

## メディア

### テレビ
- 2013年9月25日 CNN Quality Japanese wine? It's no oxymoron[35]
- 2014年11月29日 BSジャパン「ウーマノミクス 中央葡萄酒 ワイン醸造家 三澤彩奈さん」[36]
- 2015年1月13日 テレビ東京 日経スペシャル ガイアの夜明け第684回「世界が絶賛！ニッポン"こだわりの食"」[37]
- 2015年3月21日 TBS ジョブチューン アノ職業のヒミツぶっちゃけます!「日本の超一流農家・漁師・職人3時間SP！」（ラジオ、YouTube連動）[38]

### CM
- 大王製紙 エリエール「elis ブランド新CM ショートムービー vol.7 三澤 彩奈さん」[39]
- ユニクロ「ウルトラライトダウン　あなたは、着てみておどろく」2011年
- 山梨県観光部観光プロモーション課 山梨県の広報誌ふれあい vol.42「女性を美しくする山梨」2014年10月1日[40][41]
- ショップチャンネル「大人の女性ってなんだろう」2019年